# Estação Cosmos
Cosmos é uma estação de trem da Zona Oeste do Rio de Janeiro. É uma das estações do ramal de Santa Cruz da SuperVia, que corta o bairro de Cosmos. Foi inaugurada em 1928.

## História

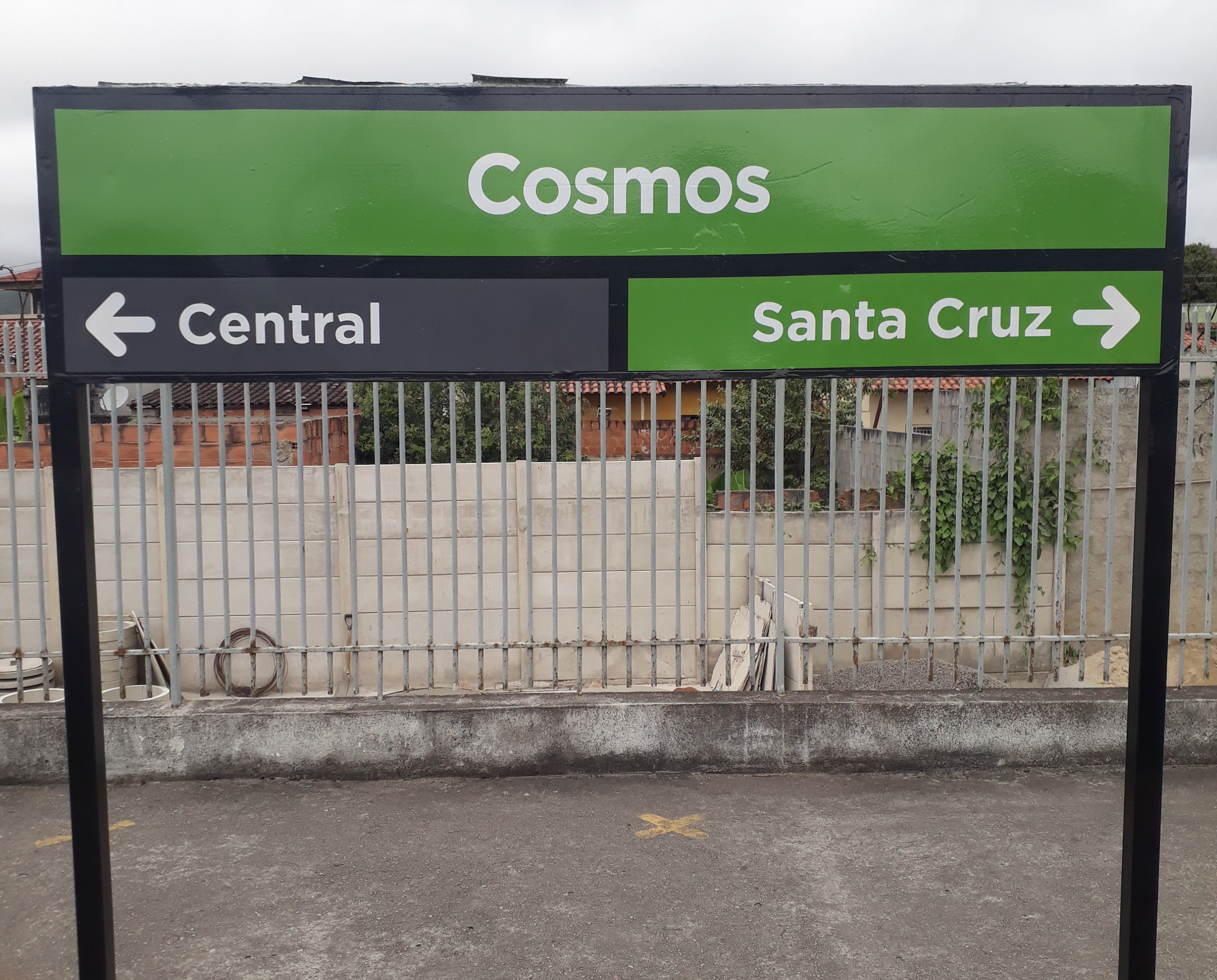
Placa Cosmos

Após lotear imóveis nos arredores do quilômetro 47,3 do então Ramal de Angra da Central do Brasil, a Companhia Imobiliária Kosmos patrocinou a construção de uma estação ferroviária para impulsionar as vendas de lotes dos empreendimentos Kosmos e Vila Igaratá. A estação foi aberta (com a grafia "Kosmos") em 1 de julho de 1928.
Atualmente é uma estação de trens metropolitanas operada pela Supervia.

## Plataformas
Plataforma 1A: Sentido Santa Cruz 

Plataforma 2B: Sentido Central do Brasil